# Franz Nissl
Franz Nissl (Frankenthal, 9 september 1860 – München, 11 augustus 1919) was een Duitse psychiater en neurologisch onderzoeker. Van oorsprong was het de bedoeling dat Nissl priester zou worden, maar hij verkoos het om medicijnen te gaan studeren. Dit deed hij in München onder professor Bernhard von Gudden.
Toen Nissl nog student was, kreeg hij van Von Guddens assistent Sigbert Ganser het advies om een artikel te schrijven over de cellen in de hersenschors. Nissl ontwikkelde hiervoor een speciale kleurtechniek, de Nissl-kleuring, waardoor hij tot dan toe onbekende delen van de zenuwcellen zichtbaar wist te maken. Von Gudden was hier zo van onder de indruk dat hij Nissl als assistent aanstelde.
Na zijn tijd in München werkte Nissl enige tijd in Weimar en Frankfurt. In deze tijd deed hij veel baanbrekend onderzoek naar de werking van het zenuwstelsel en het ontstaan van neurologische en psychiatrische aandoeningen. In Frankfurt maakt hij kennis met Alois Alzheimer, met wie hij lang samenwerkte en met wie hij goed bevriend raakte (hij was bijvoorbeeld getuige bij het huwelijk van Alzheimer). 
In 1895 verhuisde hij op uitnodiging van Emil Kraepelin naar de universiteit van Heidelberg. Hij promoveerde onder Kraepelin en werd in 1904 directeur van de psychiatrische afdeling toen Kraepelin naar München vertrok. Door bestuurlijke verplichtingen en beperkte onderzoeksmogelijkheden kon hij niet alle onderzoeken die hij had gepland afronden. Bovendien had hij tijdens de Eerste Wereldoorlog de leiding over een militair hospitaal. 
Nissl reageerde in 1918 dus positief op een uitnodiging van wederom Kraepelin om als onderzoeker te gaan werken aan het Deutsche Forschungsanstalt für Psychiatrie (het huidige Max Planck-instituut voor psychiatrie). Zijn aandacht richtte zich hier voornamelijk op de verbindingen tussen de hersenschors en de thalamus. Na een jaar aan het instituut gewerkt te hebben, overleed Nissl aan een leveraandoening. 
- Bibliothèque nationale de France: cb102493459 (data)
- Gemeinsame Normdatei: 117023159
- International Standard Name Identifier: 0000 0000 5534 7520
- Library of Congress Control Number: nr00035038
- Nationale Bibliotheek van Tsjechië: nlk20010095847
- Nationale Bibliotheek van Israël: 987007286077605171
- Nederlandse Thesaurus van Auteursnamen: 197287212
- Réseau des bibliothèques de Suisse occidentale: 02-A006159638
- Système universitaire de documentation: 192905732
- Virtual International Authority File: 45069809
- WorldCat: E39PBJfh7VgDqK6j7JrtykPG73